# Vaahteraliiga 2023
La Vaahteraliiga 2023 è la 44ª edizione del campionato finlandese di football americano di primo livello, organizzato dalla SAJL.

## Squadre partecipanti
| Club                     | Città       | Stadio | Sponsor ufficiale | Risultato nella stagione 2022 |
| ------------------------ | ----------- | ------ | ----------------- | ----------------------------- |
| Helsinki Roosters        | Helsinki    |        |                   |                               |
| Helsinki Wolverines      | Helsinki    |        |                   |                               |
| Kuopio Steelers          | Kuopio      |        |                   |                               |
| Porvoon Butchers         | Porvoo      |        |                   |                               |
| Seinäjoki Crocodiles     | Seinäjoki   |        |                   |                               |
| United Newland Crusaders | Hanko/Lohja |        |                   |                               |
| Wasa Royals              | Vaasa       |        |                   |                               |

## Stagione regolare

### Calendario

#### 1ª giornata
| Seinäjoki 11 maggio 2023, ore 18:30 | Seinäjoki Crocodiles | 35 – 14 (7-7 7-0 7-7 14-0) referto | Wasa Royals | Wirokit Stadion (815 spett.)\| Arbitro: \| Lamminsalo \| |
| Arbitro:                            | Lamminsalo           |                                    |             |                                                          |

| Helsinki 12 maggio 2023, ore 18:30 | Helsinki Wolverines | 6 – 35 (0-0 0-7 0-21 6-7) referto | United Newland Crusaders | Velodromo di Helsinki (158 spett.)\| Arbitro: \| M. Makarainen \| |
| Arbitro:                           | M. Makarainen       |                                   |                          |                                                                   |

| Helsinki 13 maggio 2023, ore 16:30 | Helsinki Roosters | 27 – 35 (0-7 0-7 14-13 13-8) referto | Kuopio Steelers | Velodromo di Helsinki (362 spett.)\| Arbitro: \| Seppelin \| |
| Arbitro:                           | Seppelin          |                                      |                 |                                                              |

#### 2ª giornata
| Helsinki 18 maggio 2023, ore 18:30 | Helsinki Wolverines | 0 – 45 (0-14 0-21 0-7 0-3) referto | Kuopio Steelers | Velodromo di Helsinki (250 spett.)\| Arbitro: \| Toijala \| |
| Arbitro:                           | Toijala             |                                    |                 |                                                             |

| Helsinki 19 maggio 2023, ore 18:30 | Helsinki Roosters | 14 – 21 (0-0 0-0 7-7 7-14) referto | Seinäjoki Crocodiles | Velodromo di Helsinki (228 spett.)\| Arbitro: \| M. Makarainen \| |
| Arbitro:                           | M. Makarainen     |                                    |                      |                                                                   |

| Porvoo 20 maggio 2023, ore 16:30 | Porvoon Butchers | 14 – 35 (0-14 7-14 7-7 0-0) referto | Wasa Royals | Porvoon Keskuskenttä (178 spett.)\| Arbitro: \| V. Lamminsalo \| |
| Arbitro:                         | V. Lamminsalo    |                                     |             |                                                                  |

#### 3ª giornata
| Porvoo 25 maggio 2023, ore 18:30 | Porvoon Butchers | 42 – 21 (12-0 7-14 8-0 15-7) referto | United Newland Crusaders | Porvoon Keskuskenttä (230 spett.)\| Arbitro: \| Toijala \| |
| Arbitro:                         | Toijala          |                                      |                          |                                                            |

| Helsinki 26 maggio 2023, ore 17:30 | Helsinki Wolverines | 0 – 68 (0-14 0-27 0-20 0-7) referto | Helsinki Roosters | Velodromo di Helsinki (209 spett.)\| Arbitro: \| M. Immonen \| |
| Arbitro:                           | M. Immonen          |                                     |                   |                                                                |

| Kuopio 27 maggio 2023, ore 16:30 | Kuopio Steelers | 14 – 24 (0-3 0-10 7-8 7-3) referto | Seinäjoki Crocodiles | Väinölänniemen stadion (390 spett.)\| Arbitro: \| M. Makarainen \| |
| Arbitro:                         | M. Makarainen   |                                    |                      |                                                                    |

#### 4ª giornata
| Kuopio 2 giugno 2023, ore 18:30 | Kuopio Steelers | 13 – 7 (0-0 7-0 0-0 6-7) referto | United Newland Crusaders | Väinölänniemen stadion (436 spett.)\| Arbitro: \| Toijala \| |
| Arbitro:                        | Toijala         |                                  |                          |                                                              |

| Seinäjoki 4 giugno 2023, ore 16:30 | Seinäjoki Crocodiles | 31 – 6 (3-0 14-0 7-6 7-0) referto | Porvoon Butchers | Wirokit Stadion (451 spett.)\| Arbitro: \| M. Makarainen \| |
| Arbitro:                           | M. Makarainen        |                                   |                  |                                                             |

#### 5ª giornata
| Vaasa 9 giugno 2023, ore 18:30 | Wasa Royals   | 40 – 21 (7-0 25-0 8-0 0-21) referto | Helsinki Wolverines | Karhulan keskuskenttä (430 spett.)\| Arbitro: \| M. Makarainen \| |
| Arbitro:                       | M. Makarainen |                                     |                     |                                                                   |

| Porvoo 10 giugno 2023, ore 16:30 | Porvoon Butchers | 24 – 6 (0-6 14-0 7-0 3-0) referto | Kuopio Steelers | Porvoon Keskuskenttä\| Arbitro: \| M. Makarainen \| |
| Arbitro:                         | M. Makarainen    |                                   |                 |                                                     |

| Lohja 11 giugno 2023, ore 16:30 | United Newland Crusaders | 34 – 42 (0-7 7-21 14-14 13-0) referto | Seinäjoki Crocodiles | Ojamon kenttä\| Arbitro: \| Janhuba \| |
| Arbitro:                        | Janhuba                  |                                       |                      |                                        |

#### 6ª giornata
| Helsinki 15 giugno 2023, ore 18:30 | Helsinki Roosters | 20 – 43 (6-14 0-15 6-0 8-14) referto | Porvoon Butchers | Velodromo di Helsinki (437 spett.)\| Arbitro: \| M. Makarainen \| |
| Arbitro:                           | M. Makarainen     |                                      |                  |                                                                   |

| Seinäjoki 16 giugno 2023, ore 18:30 | Seinäjoki Crocodiles | 69 – 0 (14-0 34-0 14-0 7-0) referto | Helsinki Wolverines | Wirokit Stadion (399 spett.)\| Arbitro: \| Toijala \| |
| Arbitro:                            | Toijala              |                                     |                     |                                                       |

| Lohja 17 giugno 2023, ore 16:30 | United Newland Crusaders | 42 – 35 (7-7 14-14 6-7 15-7) referto | Wasa Royals | Harjun kenttä (150 spett.)\| Arbitro: \| M. Immonen \| |
| Arbitro:                        | M. Immonen               |                                      |             |                                                        |

#### 7ª giornata
| Porvoo 29 giugno 2023, ore 18:30 | Porvoon Butchers | 55 – 7 (21-0 14-7 14-0 6-0) referto | Helsinki Wolverines | Porvoon Keskuskenttä (347 spett.)\| Arbitro: \| M. Makarainen \| |
| Arbitro:                         | M. Makarainen    |                                     |                     |                                                                  |

| Helsinki 30 giugno 2023, ore 18:30 | Helsinki Roosters | 28 – 29 (0-7 14-14 14-0 0-8) referto | United Newland Crusaders | Velodromo di Helsinki (359 spett.)\| Arbitro: \| V. Lamminsalo \| |
| Arbitro:                           | V. Lamminsalo     |                                      |                          |                                                                   |

| Vaasa 1º luglio 2023, ore 14:30 | Wasa Royals | 21 – 24 (0-7 14-7 0-3 7-7) referto | Kuopio Steelers | Kaarlen kenttä (273 spett.)\| Arbitro: \| Toijala \| |
| Arbitro:                        | Toijala     |                                    |                 |                                                      |

#### Recuperi 1
| Vaasa 5 luglio 2023, ore 18:30 | Wasa Royals   | 28 – 43 (13-0 7-29 0-7 8-7) referto | Helsinki Roosters | Kaarlen kenttä (411 spett.)\| Arbitro: \| V. Lamminsalo \| |
| Arbitro:                       | V. Lamminsalo |                                     |                   |                                                            |

#### 8ª giornata
| Kuopio 6 luglio 2023, ore 18:30 | Kuopio Steelers | 34 – 37 (10-0 7-17 10-20 7-0) referto | Porvoon Butchers | Väinölänniemen stadion (409 spett.)\| Arbitro: \| M. Makarainen \| |
| Arbitro:                        | M. Makarainen   |                                       |                  |                                                                    |

| Seinäjoki 7 luglio 2023, ore 18:30 | Seinäjoki Crocodiles | 38 – 35 (7-0 14-7 3-14 14-14) referto | United Newland Crusaders | Wirokit Stadion (525 spett.)\| Arbitro: \| Toijala \| |
| Arbitro:                           | Toijala              |                                       |                          |                                                       |

| Helsinki 8 luglio 2023, ore 16:30 | Helsinki Wolverines | 0 – 46 (0-7 0-13 0-14 0-12) referto | Wasa Royals | Velodromo di Helsinki (128 spett.)\| Arbitro: \| M. Makarainen \| |
| Arbitro:                          | M. Makarainen       |                                     |             |                                                                   |

#### 9ª giornata
| Helsinki 13 luglio 2023, ore 18:30 | Helsinki Roosters | 55 – 27 (7-7 21-7 14-6 13-7) referto | Wasa Royals | Velodromo di Helsinki (384 spett.)\| Arbitro: \| M. Immonen \| |
| Arbitro:                           | M. Immonen        |                                      |             |                                                                |

| Lohja 14 luglio 2023, ore 18:30 | United Newland Crusaders | 41 – 45 (0-7 7-7 21-21 13-10) referto | Kuopio Steelers | Harjun kenttä (250 spett.)\| Arbitro: \| M. Makarainen \| |
| Arbitro:                        | M. Makarainen            |                                       |                 |                                                           |

| Porvoo 16 luglio 2023, ore 16:30 | Porvoon Butchers | 21 – 28 (0-0 0-21 7-0 14-7) referto | Seinäjoki Crocodiles | Porvoon Keskuskenttä (605 spett.)\| Arbitro: \| V. Lamminsalo \| |
| Arbitro:                         | V. Lamminsalo    |                                     |                      |                                                                  |

#### 10ª giornata
| Lohja 20 luglio 2023, ore 18:30 | United Newland Crusaders | 7 – 49 (0-21 7-14 0-7 0-7) referto | Helsinki Roosters | Harjun kenttä (255 spett.)\| Arbitro: \| Janhuba \| |
| Arbitro:                        | Janhuba                  |                                    |                   |                                                     |

| Helsinki 21 luglio 2023, ore 18:30 | Helsinki Wolverines | 12 – 61 (0-7 0-7 6-28 6-19) referto | Porvoon Butchers | Velodromo di Helsinki (428 spett.)\| Arbitro: \| M. Makarainen \| |
| Arbitro:                           | M. Makarainen       |                                     |                  |                                                                   |

| Kuopio 22 luglio 2023, ore 16:30 | Kuopio Steelers | 18 – 28 (0-0 6-14 6-0 6-14) referto | Wasa Royals | Väinölänniemen stadion (312 spett.)\| Arbitro: \| Janhuba \| |
| Arbitro:                         | Janhuba         |                                     |             |                                                              |

#### 11ª giornata
| Porvoo 27 luglio 2023, ore 18:30 | Porvoon Butchers | 32 – 31 (7-14 6-14 0-3 19-0) referto | Helsinki Roosters | Porvoon Keskuskenttä (609 spett.)\| Arbitro: \| V. Lamminsalo \| |
| Arbitro:                         | V. Lamminsalo    |                                      |                   |                                                                  |

| Vaasa 28 luglio 2023, ore 18:30 | Wasa Royals | 39 – 22 (7-0 13-14 13-0 6-8) referto | United Newland Crusaders | Kaarlen kenttä (352 spett.)\| Arbitro: \| Toijala \| |
| Arbitro:                        | Toijala     |                                      |                          |                                                      |

| Helsinki 29 luglio 2023, ore 18:30 | Helsinki Wolverines | 0 – 68 (0-28 0-19 0-14 0-7) referto | Seinäjoki Crocodiles | Velodromo di Helsinki (118 spett.)\| Arbitro: \| M. Makarainen \| |
| Arbitro:                           | M. Makarainen       |                                     |                      |                                                                   |

#### 12ª giornata
| Lohja 10 agosto 2023, ore 18:30 | United Newland Crusaders | 42 – 20 (16-6 14-0 6-14 6-0) referto | Helsinki Wolverines | Harjun kenttä (160 spett.)\| Arbitro: \| Toijala \| |
| Arbitro:                        | Toijala                  |                                      |                     |                                                     |

| Kuopio 11 agosto 2023, ore 16:30 | Kuopio Steelers | 7 – 21 (0-7 7-7 0-7 0-0) referto | Helsinki Roosters | Väinölänniemen stadion (512 spett.)\| Arbitro: \| V. Lamminsalo \| |
| Arbitro:                         | V. Lamminsalo   |                                  |                   |                                                                    |

| Vaasa 11 agosto 2023, ore 18:30 | Wasa Royals | 28 – 34 (7-13 0-6 7-0 14-15) referto | Seinäjoki Crocodiles | Kaarlen kenttä (550 spett.)\| Arbitro: \| M. Immonen \| |
| Arbitro:                        | M. Immonen  |                                      |                      |                                                         |

#### 13ª giornata
| Kuopio 17 agosto 2023, ore 18:30 | Kuopio Steelers | 67 – 0 (20-0 28-0 13-0 6-0) referto | Helsinki Wolverines | Väinölänniemen stadion (349 spett.)\| Arbitro: \| Toijala \| |
| Arbitro:                         | Toijala         |                                     |                     |                                                              |

| Seinäjoki 18 agosto 2023, ore 18:30 | Seinäjoki Crocodiles | 31 – 38 (7-7 0-19 14-6 10-6) referto | Helsinki Roosters | Wirokit Stadion (632 spett.)\| Arbitro: \| M. Makarainen \| |
| Arbitro:                            | M. Makarainen        |                                      |                   |                                                             |

| Vaasa 19 agosto 2023, ore 16:30 | Wasa Royals   | 28 – 21 (0-0 7-7 14-14 7-0) referto | Porvoon Butchers | Karhulan keskuskenttä (425 spett.)\| Arbitro: \| M. Makarainen \| |
| Arbitro:                        | M. Makarainen |                                     |                  |                                                                   |

#### 14ª giornata
| Helsinki 24 agosto 2023, ore 17:30 | Helsinki Roosters | 42 – 0 (14-0 7-0 14-0 7-0) referto | Helsinki Wolverines | Velodromo di Helsinki (379 spett.)\| Arbitro: \| M. Makarainen \| |
| Arbitro:                           | M. Makarainen     |                                    |                     |                                                                   |

| Lohja 25 agosto 2023, ore 18:30 | United Newland Crusaders | 44 – 55 (12-7 6-14 6-21 20-13) referto | Porvoon Butchers | Harjun kenttä (144 spett.)\| Arbitro: \| Toijala \| |
| Arbitro:                        | Toijala                  |                                        |                  |                                                     |

| Seinäjoki 26 agosto 2023, ore 16:30 | Seinäjoki Crocodiles | 35 – 7 (7-0 6-7 15-0 7-0) referto | Kuopio Steelers | Wirokit Stadion (555 spett.)\| Arbitro: \| V. Lamminsalo \| |
| Arbitro:                            | V. Lamminsalo        |                                   |                 |                                                             |

### Classifica
La classifica della regular season è la seguente:
- PCT = percentuale di vittorie, G = partite giocate, V = partite vinte,  P = partite perse, PF = punti fatti, PS = punti subiti

| Pos. | Squadra                  | PCT  | G  | V  | N | P  | PF  | PS  |
| ---- | ------------------------ | ---- | -- | -- | - | -- | --- | --- |
| 1    | Seinäjoki Crocodiles     | .917 | 12 | 11 | 0 | 1  | 458 | 211 |
| 2    | Porvoon Butchers         | .667 | 12 | 8  | 0 | 4  | 411 | 297 |
| 3    | Helsinki Roosters        | .583 | 12 | 7  | 0 | 5  | 436 | 260 |
| 4    | Wasa Royals              | .500 | 12 | 6  | 0 | 6  | 369 | 329 |
| 5    | Kuopio Steelers          | .500 | 12 | 6  | 0 | 6  | 315 | 265 |
| 6    | United Newland Crusaders | .333 | 12 | 4  | 0 | 8  | 359 | 412 |
| 7    | Helsinki Wolverines      | .000 | 12 | 0  | 0 | 12 | 66  | 638 |

## Playoff

### Tabellone
|  | Semifinali | Semifinali           | Semifinali |                  |    | XLIV Vaahterahmalja  | XLIV Vaahterahmalja | XLIV Vaahterahmalja |  |
|  |            |                      |            |                  |    |                      |                     |                     |  |
|  | 1          | Seinäjoki Crocodiles | 28         |                  |    |                      |                     |                     |  |
|  | 1          | Seinäjoki Crocodiles | 28         |                  |    |                      |                     |                     |  |
|  | 4          | Wasa Royals          | 14         |                  |    |                      |                     |                     |  |
|  | 4          | Wasa Royals          | 14         |                  | 1  | Seinäjoki Crocodiles | 7                   |                     |  |
|  |            |                      |            |                  | 1  | Seinäjoki Crocodiles | 7                   |                     |  |
|  |            |                      | 2          | Porvoon Butchers | 27 |                      |                     |                     |  |
|  | 2          | Porvoon Butchers     | 2          | Porvoon Butchers | 27 | 24                   |                     |                     |  |
|  | 2          | Porvoon Butchers     |            |                  |    |                      |                     |                     |  |
|  | 3          | Helsinki Roosters    | 14         |                  |    |                      |                     |                     |  |

### Semifinali
| Seinäjoki 2 settembre 2023, ore 15:00 | Seinäjoki Crocodiles | 28 – 14 (0-0 14-7 7-7 7-0) referto | Wasa Royals | Wirokit Stadion (770 spett.)\| Arbitro: \| Toijala \| |
| Arbitro:                              | Toijala              |                                    |             |                                                       |

| Porvoo 3 settembre 2023, ore 14:30 | Porvoon Butchers | 24 – 14 (0-14 14-0 0-0 10-0) referto | Helsinki Roosters | Porvoon Keskuskenttä (700 spett.)\| Arbitro: \| V. Lamminsalo \| |
| Arbitro:                           | V. Lamminsalo    |                                      |                   |                                                                  |

### XLIV Vaahteramalja
| Arbitri: | V. Lamminsalo J. Kalevo J. Lehtinen P. Vierikko P. Roimela J. Holmberg T. Lindroos |

|                                                    |           | |
| Powell 5':00" Q3 (TD) 7yd run Mäki-Maunus Q3 (pat) | Marcatori | Wellington 1':11" Q2 (TD) 2yd run Seppänen Q2 (pat) Eerola 2':14" Q3 (TD) 73yd pass from Gwinner Seppänen Q3 (pat) Eerola 9':00" Q4 (TD) 4yd pass from Gwinner Eerola 3':00" Q4 (TD) 46yd pass from Gwinner Seppänen Q4 (pat) |

## Verdetti
- Porvoon Butchers Campioni della Finlandia 2023

## Marcatori
| Giocatore     | Sq.                      | TD rush | TD recv | TD int | TD p.ret | TD k.ret | TD oth | Xp1  | Xp2 | FG  | Saf | Totale |
| ------------- | ------------------------ | ------- | ------- | ------ | -------- | -------- | ------ | ---- | --- | --- | --- | ------ |
| Powell        | Seinäjoki Crocodiles     | 22+3    | 2       | 0      | 0        | 0        | 0      | 0    | 0   | 0   | 0   | 162    |
| Morovick      | Wasa Royals              | 22+1    | 0       | 0      | 0        | 0        | 0      | 0    | 0   | 0   | 0   | 138    |
| Seppänen      | Porvoon Butchers         | 0       | 13      | 0      | 0        | 0        | 0      | 38+6 | 1   | 2+1 | 0   | 133    |
| Rowland       | United Newland Crusaders | 11      | 6       | 0      | 0        | 1        | 1      | 0    | 3   | 0   | 0   | 120    |
| Jalloh        | Wasa Royals              | 2+1     | 12      | 1      | 1        | 0        | 0      | 0    | 0   | 0   | 0   | 102    |
| Ja. Särkelä   | Seinäjoki Crocodiles     | 0       | 14      | 0      | 0        | 0        | 0      | 10   | 1   | 1   | 0   | 99     |
| Kyei          | Porvoon Butchers         | 13      | 3       | 0      | 0        | 0        | 0      | 0    | 0   | 0   | 0   | 96     |
| Kittner       | Helsinki Roosters        | 1       | 14      | 0      | 0        | 0        | 0      | 0    | 0   | 0   | 0   | 90     |
| Mäki-Maunus   | Seinäjoki Crocodiles     | 0       | 0       | 0      | 0        | 0        | 0      | 43+5 | 0   | 8   | 0   | 72     |
| Jauhiainen    | Helsinki Roosters        | 0       | 7+1     | 0      | 0        | 0        | 0      | 17   | 0   | 0   | 0   | 65     |
| Vehkomäki     | Helsinki Roosters        | 0       | 10      | 0      | 0        | 0        | 0      | 0    | 2   | 0   | 0   | 64     |
| 2 giocatori   | 54                       |         |         |        |          |          |        |      |     |     |     |        |
| Long          | United Newland Crusaders | 0       | 8       | 0      | 0        | 0        | 0      | 0    | 2   | 0   | 0   | 52     |
| Eerola        | Porvoon Butchers         | 0       | 4+4     | 0      | 0        | 0        | 0      | 0    | 1   | 0   | 0   | 50     |
| 4 giocatori   | 48                       |         |         |        |          |          |        |      |     |     |     |        |
| 3 giocatori   | 42                       |         |         |        |          |          |        |      |     |     |     |        |
| Reasnover     | Kuopio Steelers          | 6       | 0       | 0      | 0        | 0        | 0      | 0    | 1   | 0   | 0   | 38     |
| Gallardo      | United Newland Crusaders | 0       | 0       | 0      | 0        | 0        | 0      | 33   | 0   | 0   | 0   | 33     |
| 2 giocatori   | 32                       |         |         |        |          |          |        |      |     |     |     |        |
| Olin          | Helsinki Roosters        | 0       | 0       | 0      | 0        | 0        | 0      | 26+2 | 0   | 1   | 0   | 31     |
| 5 giocatori   | 30                       |         |         |        |          |          |        |      |     |     |     |        |
| Wright        | Porvoon Butchers         | 1       | 0       | 3      | 0        | 0        | 0      | 0    | 1   | 0   | 0   | 26     |
| 5 giocatori   | 24                       |         |         |        |          |          |        |      |     |     |     |        |
| V. Ollonqvist | Seinäjoki Crocodiles     | 0       | 2       | 0      | 0        | 1        | 0      | 0    | 2   | 0   | 0   | 22     |
| J. Nimi Nzita | United Newland Crusaders | 0       | 3       | 0      | 0        | 0        | 0      | 0    | 1   | 0   | 0   | 20     |
| 2 giocatori   | 18                       |         |         |        |          |          |        |      |     |     |     |        |
| Young         | Helsinki Wolverines      | 1       | 1       | 0      | 0        | 0        | 0      | 0    | 1   | 0   | 0   | 14     |
| 8 giocatori   | 12                       |         |         |        |          |          |        |      |     |     |     |        |
| O. Vesiluoma  | Wasa Royals              | 0       | 0       | 0      | 0        | 0        | 0      | 9    | 1   | 0   | 0   | 11     |
| H. Vahakuopus | Porvoon Butchers         | 1       | 0       | 0      | 0        | 0        | 0      | 3    | 0   | 0   | 0   | 9      |
| 28 giocatori  | 6                        |         |         |        |          |          |        |      |     |     |     |        |
| Hentunen      | Helsinki Wolverines      | 0       | 0       | 0      | 0        | 0        | 0      | 4    | 0   | 0   | 0   | 4      |
| 4 giocatori   | 2                        |         |         |        |          |          |        |      |     |     |     |        |
| 2 giocatori   | 1                        |         |         |        |          |          |        |      |     |     |     |        |

- Miglior marcatore della stagione regolare: Powell ( Seinäjoki Crocodiles), 144
- Miglior marcatore dei playoff: Eerola ( Porvoon Butchers), 24
- Miglior marcatore della stagione: Powell ( Seinäjoki Crocodiles), 162

## Passer rating
La classifica tiene in considerazione soltanto i quarterback con almeno 10 lanci effettuati.
| Giocatore | Sq.                      | G    | Att    | Comp   | Int  | Yds      | TD   | NFL    | NCAA   |
| --------- | ------------------------ | ---- | ------ | ------ | ---- | -------- | ---- | ------ | ------ |
| Toivola   | Seinäjoki Crocodiles     | 2    | 14     | 8      | 0    | 128      | 2    | 127,38 | 181,09 |
| Sinodinos | Helsinki Roosters        | 12+1 | 318+20 | 182+8  | 7+2  | 2926+141 | 35+2 | 112,13 | 163,23 |
| Silomaa   | Helsinki Roosters        | 3    | 32     | 20     | 0    | 195      | 4    | 119,14 | 154,94 |
| Whitehead | Seinäjoki Crocodiles     | 12+2 | 282+43 | 190+26 | 4+5  | 2275+224 | 24+0 | 102,33 | 149,57 |
| Gwinner   | Porvoon Butchers         | 12+2 | 376+69 | 212+35 | 9+1  | 2994+506 | 29+6 | 97,96  | 143,03 |
| Yeldell   | United Newland Crusaders | 8    | 230    | 128    | 4    | 1516     | 19   | 96,21  | 134,80 |
| Urjansson | Kuopio Steelers          | 12   | 336    | 167    | 16   | 2383     | 26   | 79,01  | 125,29 |
| Kinchen   | United Newland Crusaders | 3    | 100    | 55     | 5    | 504      | 9    | 78,08  | 117,04 |
| Morovick  | Wasa Royals              | 12+1 | 299+6  | 153+1  | 11+0 | 1948+18  | 17+0 | 74,57  | 115,82 |
| Long      | United Newland Crusaders | 2    | 23     | 9      | 2    | 131      | 3    | 61,78  | 112,63 |
| Netter    | Helsinki Wolverines      | 2    | 34     | 18     | 0    | 189      | 0    | 69,36  | 99,64  |
| Haapamäki | Wasa Royals              | 1    | 18     | 8      | 1    | 121      | 0    | 43,98  | 89,80  |
| Laalo     | Helsinki Wolverines      | 12   | 362    | 167    | 16   | 1496     | 5    | 43,14  | 75,11  |
| Rabin     | Kuopio Steelers          | 5    | 22     | 7      | 1    | 94       | 0    | 27,46  | 58,62  |

- Miglior QB della stagione regolare: Toivola ( Seinäjoki Crocodiles), 181,09
- Miglior QB dei playoff: Gwinner ( Porvoon Butchers), 138,12
- Miglior QB della stagione: Toivola ( Seinäjoki Crocodiles), 181,09